# Ulrike Müller-Rospert
Ulrike Müller-Rospert (geboren 1958 in Pirmasens) ist eine deutsche Juristin, Richterin und Gerichtspräsidentin. Seit 2014 ist sie Mitglied des Verfassungsgerichtshofs Rheinland-Pfalz. Sie war Präsidentin des Landgerichts Landau.

## Ausbildung
Ihr Studium der Rechtswissenschaften absolvierte Ulrike Müller-Rospert in Mainz. Sie beendete das Studium 1982 mit der Ersten Juristischen Staatsprüfung. Nach dem Rechtsreferendariat absolvierte sie 1985 die Zweite Juristische Staatsprüfung.

## Beruflicher Werdegang
Im Jahr 1985 trat sie am Landgericht Zweibrücken in den Justizdienst des Landes Rheinland-Pfalz ein. Vier Jahre später trat sie eine Stelle als Staatsanwältin bei der Staatsanwaltschaft Frankenthal an. Von 1982 bis 2000 war sie Richterin am Landgericht Landau. Danach leitete sie bis 2007 als Direktorin das Amtsgericht Germersheim. Danach war sie zwei Jahre lang im Ministerium der Justiz Rheinland-Pfalz unter anderem als Personalreferentin für den richterlichen und staatsanwaltschaftlichen Dienst tätig. 2009 wechselte sie als Vorsitzende Richterin zum 1. Strafsenat des Oberlandesgerichts Zweibrücken, der zugleich der Senat für Bußgeldsachen ist. Vom 1. Januar 2012 bis 31. März 2023 war Ulrike Müller-Rospert Präsidentin des Landgerichts Landau. 2014 schlug der Ältestenrat des Landtags die Juristin für eine sechsjährige Amtszeit als stellvertretendes berufsrichterliches Mitglied für den Verfassungsgerichtshof Rheinland-Pfalz vor. Sie wurde gewählt. Kurz vor Ablauf ihrer Amtszeit wurde sie erneut vorgeschlagen und wiedergewählt. 2016 bewarb sie sich für die Stelle der Präsidentin des Oberlandesgerichts Zweibrücken.

## Ämter und Mitgliedschaften
- Seit 1994 Mitglied des Hauptrichterrates, seit 1998 dessen Vorsitzende[8]
- 2004–2007 Landesvorsitzende des Deutschen Richterbundes[9][1], dort Mitglied seit 1994
- Ab 2014 Mitglied im Vorstand der Stiftung Rheinland-Pfalz für Opferschutz[10]
- Seit 2015 Mitglied im Rotary Club Landau, in den davor traditionell nur Männer aufgenommen wurden
- Ab 2018 stellvertretende Vorsitzende der Landesschiedskommission der SPD Rheinland-Pfalz

## Privatleben
Die Juristin ist verheiratet und kinderlos. Sie lebt in Hanhofen.